# Zadok the Priest
Zadok the Priest (HWV 258) (en español: Sadoc el sacerdote) es un himno británico que fue compuesto por Georg Friedrich Händel para la coronación del rey Jorge II en 1727. Junto con The King Shall Rejoice, My Heart is Inditing y Let Thy Hand Be Strengthened, Zadok the Priest es uno de los himnos de coronación de Händel. Una de las obras más conocidas de Händel, Zadok the Priest, ha sido cantada antes de la unción del soberano en la coronación de todos los monarcas británicos desde su composición y ha sido reconocida como un himno patriótico británico.

## Texto
Händel eligió los textos de los cuatro himnos como parte del contenido tradicional de las coronaciones británicas, una selección personal del relato más accesible de una coronación anterior, la de Jacobo II en 1685. El texto es una traducción de la antífona tradicional, Unxerunt Salomonem, derivada a su vez del relato bíblico de la unción de Salomón por el sacerdote Sadoc (1 Reyes 1:38-40). Estas palabras se han utilizado en todas las coronaciones inglesas, y más tarde británicas, desde la del rey Edgar en la abadía de Bath en 973. Se cree que Thomas Tomkins escribió un escenario anterior para la coronación del rey Carlos I en 1626, cuyo texto ha sobrevivido pero no la música. Henry Lawes escribió otro para la coronación del rey Carlos II en 1661; esto también se cantó en la coronación de Jacobo II en 1685, aunque la música puede haber sido modificada para adaptarse a los cambios en el texto realizados por el arzobispo William Sancroft.
En la coronación misma el 11 de octubre de 1727, el coro de la Abadía de Westminster cantó Zadok the Priest en la parte equivocada del servicio; antes se habían olvidado por completo de cantar un himno y otro terminó "en confusión".

### Letra
La letra de la pieza es bíblica, siendo una destilación de 1 Reyes 1:34-45:
| Zadok the priest and Nathan the prophet anointed Solomon king. And all the people rejoiced and said: God save the King! Long live the King! God save the King! May the King live for ever. Amen. Hallelujah. | Sadoc el sacerdote y Natán el profeta ungieron rey a Salomón. Y todo el pueblo se regocijó y dijo: ¡Dios salve al Rey! ¡Larga vida al Rey! ¡Dios salve al Rey! Que el Rey viva para siempre. Amén. Aleluya. |

Si bien la letra de "God Save the King" se basa en el mismo pasaje de las Escrituras del que se originó Zadok the Priest, la letra de Zadok the Priest no cambia según el sexo del soberano. Debido a que es un himno extraído directamente de las Escrituras, y debido a que el rey en cuestión es Salomón, sigue siendo "rey" incluso si el monarca es una mujer.

## Estructura
Zadok the Priest está escrito para SS-AA-T- BB coro y orquesta (dos oboes, dos fagotes, tres trompetas, timbales, cuerdas con tres partes de violín en lugar de las dos habituales y continuo), en clave de re mayor. La música prepara una sorpresa en su introducción orquestal mediante el uso de capas estáticas de texturas de cuerdas suaves seguidas de una entrada repentina y entusiasta de forte tutti, aumentada por tres trompetas.
La sección central "And all the people rejoic'd, and said" es una forma de baile en un tiempo de 3
4, con el coro cantando acordemente y un ritmo punteado en las cuerdas.
La sección final "God save the King", etc. es un regreso al tiempo común ( 4
4), con la sección "God save the King" escuchada en forma de acordes, intercalada con los Amén incorporando largas semicorcheas, tomadas a su vez a través de las seis partes de voz (SAATBB) con las otras partes cantando acordes de corchea acompañándolo. El coro termina con una cadencia plagal larga sobre "Alleluia".

## En otros contextos
Tony Britten reorganizó Zadok the Priest en 1992, usándolo como base para el himno de la Liga de Campeones de la UEFA.
La canción se tocó durante la procesión de la boda del entonces príncipe heredeo Federico de Dinamarca y Mary Donaldson. Su boda tuvo lugar el 14 de mayo de 2004 en la Catedral de Copenhague.